# Braydon Coburn
Braydon Coburn (* 27. Februar 1985 in Calgary, Alberta) ist ein ehemaliger kanadischer Eishockeyspieler, der im Verlauf seiner aktiven Karriere zwischen 2000 und 2021 unter anderem 1.120 Spiele für die Atlanta Thrashers, Philadelphia Flyers, Tampa Bay Lightning, Ottawa Senators und New York Islanders in der National Hockey League (NHL) auf der Position des Verteidigers bestritten hat. Seinen größten Karriereerfolg feierte Coburn dabei im Trikot der Tampa Bay Lightning mit dem Gewinn des Stanley Cups im Jahr 2020.

## Karriere

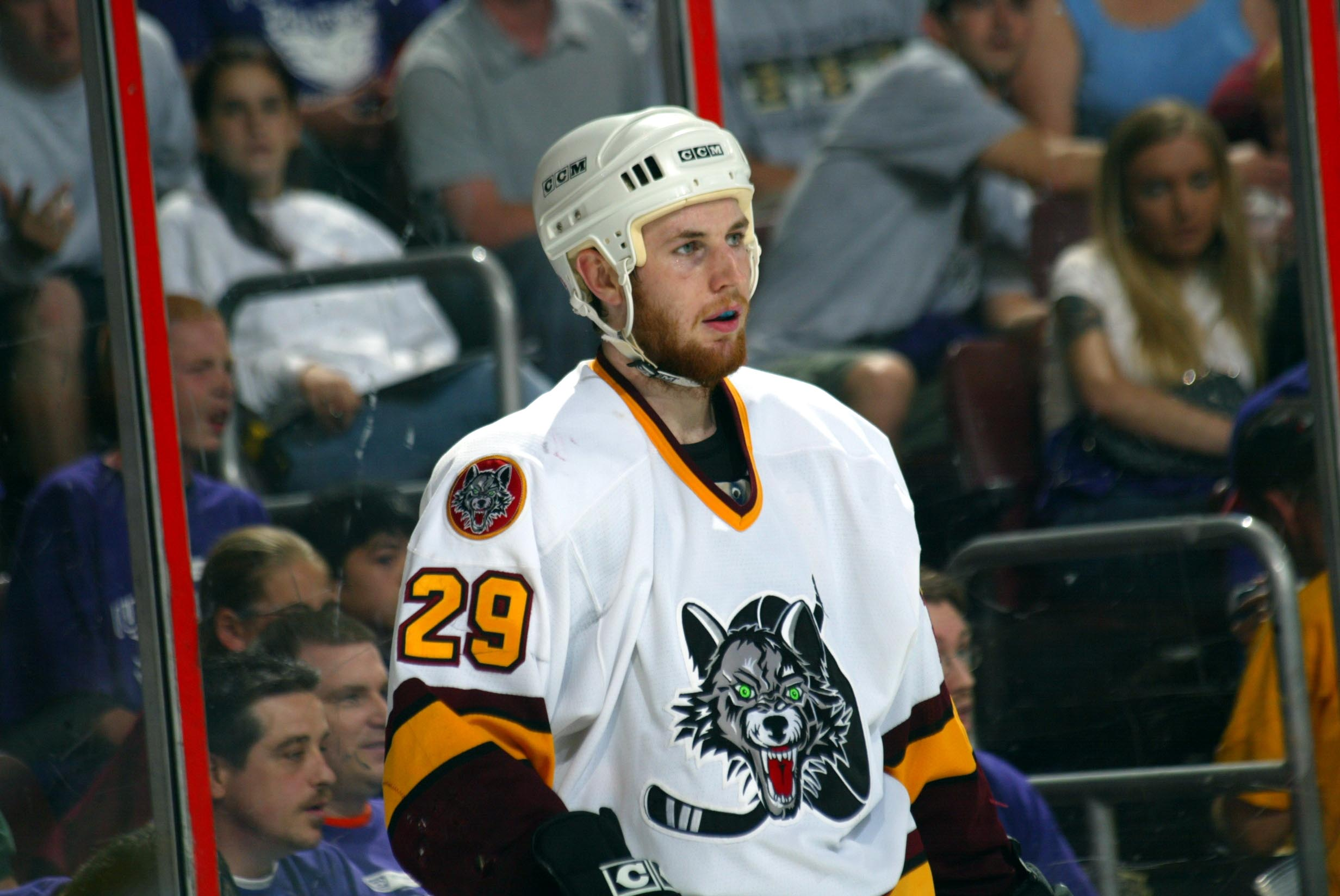
Coburn im Trikot der Chicago Wolves

Während des NHL Entry Draft 2003 wurde Braydon Coburn als insgesamt achter Spieler von den Atlanta Thrashers ausgewählt. Als Juniorenspieler war der Verteidiger von 2000 bis 2005 insgesamt fünf Jahre für die Portland Winter Hawks aus der Western Hockey League aktiv. Gegen Ende der Saison 2004/05 wurde er vom Farmteam der Thrashers, den Chicago Wolves aus der American Hockey League, berufen um in den Playoffs zu spielen. Dies stellte für Coburn sein Debüt im professionellen Eishockey dar. Gegen Ende der Saison 2005/06 kam Coburn erstmals in der National Hockey League für Atlanta zum Einsatz.
Am 24. Februar 2007 wurde Coburn im Tausch für Alexei Schitnik an die Philadelphia Flyers abgegeben. Ein abgefälschter Puck verletzte ihn am 11. Mai 2008 über dem Auge, so dass er die gesamte restliche Saison nicht mehr spielen konnte.
Nach acht Jahren und über 500 NHL-Einsätzen in Philadelphia gaben ihn die Flyers im März 2015 an die Tampa Bay Lightning ab. Im Gegenzug transferierten die Lightning Radko Gudas sowie ein Erst- und ein Drittrunden-Wahlrecht im NHL Entry Draft 2015 nach Philadelphia. Mit den Lightning gewann der Abwehrspieler in den Playoffs 2020 den Stanley Cup.
Im Dezember 2020 wurde Coburn mitsamt Cédric Paquette sowie einem Zweitrunden-Wahlrecht im NHL Entry Draft 2022 an die Ottawa Senators abgegeben. Im Gegenzug wechselten Marián Gáborík und Anders Nilsson nach Tampa, die beide auf der long-term injured reserve list stehen und mit großer Wahrscheinlichkeit kein Spiel in der Saison 2020/21 absolvieren werden. Die Lightning gaben somit genug Gehaltsvolumen frei, um den salary cap einzuhalten. Für Ottawa bestritt Coburn in der Folge 16 Partien, ehe er im April 2021 im Tausch für ein Siebtrunden-Wahlrecht im Draft 2022 zu den New York Islanders transferiert wurde. Dort beendete er die Spielzeit 2020/21, bevor sein auslaufender Vertrag im Juli 2021 nicht verlängert wurde. Im November 2021 gab der 36-Jährige seinen Rücktritt vom aktiven Sport bekannt.

### International
Für Kanada nahm Coburn auf Juniorenebene an der U18-Weltmeisterschaft 2003 sowie den U20-Weltmeisterschaften 2004 und 2005 teil, wobei er in beiden Altersklassen Goldmedaillen gewann. Für die Seniorenauswahl stand er erstmals bei der Weltmeisterschaft 2009 auf dem Eis, bei der Coburn mit dem Team Canada die Silbermedaille errang.

## Erfolge und Auszeichnungen
| - 2002 Jim Piggott Memorial Trophy - 2003 Teilnahme am CHL Top Prospects Game - 2004 Doug Wickenheiser Memorial Trophy - 2004 WHL West First All-Star Team | - 2005 WHL West First All-Star Team - 2005 CHL Second All-Star Team - 2006 Teilnahme am AHL All-Star Classic - 2020 Stanley-Cup-Gewinn mit den Tampa Bay Lightning |

### International
- 2003 Goldmedaille bei der U18-Junioren-Weltmeisterschaft
- 2004 Silbermedaille bei der U20-Junioren-Weltmeisterschaft
- 2005 Goldmedaille bei der U20-Junioren-Weltmeisterschaft
- 2009 Silbermedaille bei der Weltmeisterschaft

## Karrierestatistik

### International
Vertrat Kanada bei:
| - World U-17 Hockey Challenge 2001 - World U-17 Hockey Challenge 2002 - U18-Weltmeisterschaft 2003 | - U20-Weltmeisterschaft 2004 - Weltmeisterschaft 2009 - Weltmeisterschaft 2014 |

(Legende zur Spielerstatistik: Sp oder GP = absolvierte Spiele; T oder G = erzielte Tore; V oder A = erzielte Assists; Pkt oder Pts = erzielte Scorerpunkte; SM oder PIM = erhaltene Strafminuten; +/− = Plus/Minus-Bilanz; PP = erzielte Überzahltore; SH = erzielte Unterzahltore; GW = erzielte Siegtore; 1 Play-downs/Relegation; Kursiv: Statistik nicht vollständig)